# Looze
Looze es una localidad y comuna francesa situada en la región de Borgoña, departamento de Yonne, en el distrito de Auxerre y cantón de Joigny.

## Demografía
| 332 | 389 | 378 | 383 | 484 | 451 | 496 | 469 | 424 | 430 | 424 | 428 | 399 | 408 | 389 | 381 | 335 | 313 | 315 | 307 | 251 | 248 | 240 | 256 | 225 | 241 | 252 | 246 | 335 | 304 | 390 | 425 | 452 |
| Para los censos de 1962 a 1999 la población legal corresponde a la población sin duplicidades (Fuente: INSEE [Consultar]) |     |     |     |     |     |     |     |     |     |     |     |     |     |     |     |     |     |     |     |     |     |     |     |     |     |     |     |     |     |     |     |     |

Gráfico de la evolución de la población de la comuna desde 1793

## Lugares y monumentos
- Iglesia de Saint-Eloi, iniciada en el siglo XII por los monjes de la abadía de Dilo.
- Un château edificado hacia 1640 y actualmente muy modificado.